# Centraal-Afrikaanse Republiek op de Olympische Zomerspelen 2000
Centraal-Afrikaanse Republiek nam deel aan de Olympische Zomerspelen 2000 in Sydney, Australië. Het was de zesde deelname van het land aan de Spelen. Vlaggendrager bij de openingsceremonie was Zacharia Maidjida, in 1992 deelnemer in de atletiek op de 800 en 1500 meter.
De drie deelnemers (1 man en 2 vrouwen) namen deel in twee olympische sportdisciplines. Voor de zesdemaal werd in de atletiek deelgenomen en voor het eerst in het boogschieten. De enige man, discuswerper Mickaël Conjungo, nam voor de derde keer deel. Zijn zus Maria-Joëlle Conjungo nam deel op de 100 meter horden.

## Deelnemers en resultaten

### Atletiek
| Olympiër (deelname)   | Onderdeel        | Resultaat | Prestatie                              |
| --------------------- | ---------------- | --------- | -------------------------------------- |
| Mickaël Conjungo (3)  | discuswerpen (m) | 35e       | kwalificatie groep A: 18de met 57,85 m |
|                       |                  |           |                                        |
| Maria-Joëlle Conjungo | 100 m horden (v) | 35e       | serie 2: 7de in 13,95                  |

### Boogschieten
| Olympiër          | Onderdeel       | Resultaat | Prestatie                                                                    |
| ----------------- | --------------- | --------- | ---------------------------------------------------------------------------- |
| Henriette Youanga | individueel (v) | 63e       | plaatsingsronde: 63ste met 490 punten 1ste ronde: V van ITA Valeeva: 126-166 |

Albanië · Algerije · Amerikaanse Maagdeneilanden · Amerikaans-Samoa · Andorra · Angola · Antigua en Barbuda · Argentinië · Armenië · Aruba · Australië · Azerbeidzjan · Bahama's · Bahrein · Bangladesh · Barbados · België · Belize · Benin · Bermuda · Bhutan · Bolivia · Bosnië en Herzegovina · Botswana · Brazilië · Britse Maagdeneilanden · Brunei · Bulgarije · Burkina Faso · Burundi · Cambodja · Canada · Centraal-Afrikaanse Republiek · Chili · China · Chinees Taipei · Colombia · Comoren · Congo-Brazzaville · Congo-Kinshasa · Cookeilanden · Costa Rica · Cuba · Cyprus · Denemarken · Djibouti · Dominica · Dominicaanse Republiek · Duitsland · Ecuador · Egypte · El Salvador · Equatoriaal-Guinea · Eritrea · Estland · Ethiopië · Fiji · Filipijnen · Finland · Frankrijk · Gabon · Gambia · Georgië · Ghana · Grenada · Griekenland · Groot-Brittannië · Guam · Guatemala · Guinee · Guinee‑Bissau · Guyana · Haïti · Honduras · Hongarije · Hongkong · Ierland · IJsland · India · Indonesië · Irak · Iran · Israël · Italië · Ivoorkust · Jamaica · Japan · Jemen · Joegoslavië · Jordanië · Kaaimaneilanden · Kaapverdië · Kameroen · Kazachstan · Kenia · Kirgizië · Koeweit · Kroatië · Laos · Lesotho · Letland · Libanon · Liberia · Libië · Liechtenstein · Litouwen · Luxemburg · Macedonië · Madagaskar · Malawi · Malediven · Maleisië · Mali · Malta · Marokko · Mauritanië · Mauritius · Mexico · Micronesië · Moldavië · Monaco · Mongolië · Mozambique · Myanmar · Namibië · Nauru · Nederland · Nederlandse Antillen · Nepal · Nicaragua · Nieuw-Zeeland · Niger · Nigeria · Noord-Korea · Noorwegen · Oeganda · Oekraïne · Oezbekistan · Oman · Oostenrijk · Pakistan · Palau · Palestina · Panama · Papoea-Nieuw-Guinea · Paraguay · Peru · Polen · Portugal · Puerto Rico · Qatar · Roemenië · Rusland · Rwanda · Saint Kitts en Nevis · Saint Lucia · Saint Vincent en Grenadines · Salomonseilanden · Samoa · San Marino ·  Sao Tomé en Principe · Saoedi-Arabië · Senegal · Seychellen · Sierra Leone · Singapore · Slovenië · Slowakije · Soedan · Somalië · Spanje · Sri Lanka · Suriname · Swaziland · Syrië · Tadzjikistan · Tanzania · Thailand · Togo · Tonga · Trinidad en Tobago · Tsjaad · Tsjechië · Tunesië · Turkije · Turkmenistan · Uruguay · Vanuatu · Venezuela · Verenigde Arabische Emiraten · Verenigde Staten · Vietnam · Wit-Rusland · Zambia · Zimbabwe · Zuid-Afrika · Zuid-Korea · Zweden · Zwitserland · Individuele olympische atleten